# 괴물 (2006년 영화)
《괴물》(怪物)은 2006년 하반기에 개봉한 봉준호 감독이 기획·제작한 블록버스터급 영화이자 4번째 천만 관객 돌파 영화이다.

## 줄거리
2000년 어느 날, 한 연구소에서 100병이 넘는 발암 물질인 포름알데히드가 하수구에 버려져 서울 한강으로 흘러들어갔다. 버려진 독약을 먹은 한강의 물고기는 곧 상상을 초월하는 괴생물체로 변한다.
2006년, 아버지 희봉과 한강 시민공원에서 매점을 꾸리는 강두. 그가 사는 낙은 올해 중학생이 된 딸 현서뿐이다. 그러던 어느날 공원 물가쪽에 사람들이 모여있는 걸 보게 된 강두. 자세히 보니 한강 다리 위에 정체 모를 생물체 하나가 매달려 있었다. 사람들은 재미난 구경거리라고 여기며 들고 있던 맥주와 과자들을 던져댔지만 생물체는 종적을 감춰버렸다. 강두 역시 흥미를 잃고 그만 돌아가려는 순간 한강 둔치에 올라와 사람들을 쫓아오는 거대한 괴생물체 한 마리를 발견한다. 강두를 비롯한 사람들은 혼비백산하여 도망치기 시작하고 평화롭던 공원은 순식간에 공포의 아비규환으로 변한다. 강두 역시 눈앞에서 현서가 괴물의 꼬리에 붙들려 끌려가는 충격적인 광경을 목격한다.
이후 현서가 죽었다고 생각한 강두와 그의 두 동생 남일과 남주, 희봉은 오열했고 시민공원에 있던 사람들은 바이러스 감염 위험 가능성의 이유로 병원에 격리된다. 병원생활 첫날밤, 강두는 한통의 전화를 받는다. 그런데 그 전화는 다름 아닌 현서의 목소리였다. 다음날 의사와 경찰에게 현서가 살아있음을 알렸지만 모두들 그가 딸을 잃은 충격으로 환청을 들었다고 여기며 되려 강두를 미치광이 취급했다. 이에 분개한 강두의 가족들은 직접 현서를 찾겠다는 심산으로 탈출을 감행했고 모두 지명수배자가 되고 만다.
그러나 괴물과 맞섰지만 희봉은 결국 괴물에게 죽게 되고 강두는 경찰들에게 잡혀 다시 끌려가게 된다. 한편, 남일은 뚱게바라의 도움으로 현서가 원효대교 북단에 있다는 것을 알게 된다. 하지만 경찰들을 피하려다가 다리에서 떨어지게 된다. 그리고 현서는 하수도에서 탈출하기 위해 옷가지로 밧줄을 만들어 탈출하려 했지만 결국 괴물에게 잡아먹히게 된다.
강두는 전두엽 조직을 채취당하고 의사들과 간호사들에게 분노하여 자신이 있던 컨테이너를 탈출하고 원효대교로 구급차를 타고 가고 남일은 자신을 살려준 노숙자와 함께 원효대교 북단으로 향한다. 한편, 한강에서는 시민들이 강두를 풀어주고 에이전트 옐로우 살포를 중단하라고 항의한다. 그때, 한강에서 괴물이 나타나고 경찰들은 괴물에게 총을 쏜다. 강두는 그것을 보고 경찰을 때려눕힌다.
강두는 간신히 현서를 괴물의 입에서 꺼내지만 현서는 이미 죽어있었고 강두는 분노하여 괴물을 창으로 공격한다. 그때 노숙자가 휘발유를 괴물에게 뿌리고 남주가 불화살을 괴물에게 쏴서 괴물은 불에 타게 된다. 그리고 강두가 괴물의 입에 창을 찔러넣으면서 싸움을 끝낸다.
강두는 괴물의 입에서 살아남은 아이인 세주를 입양하고 새로운 가족을 만든다.

## 박 씨가문

### 주연
- 박강두
- 박희봉
- 박남일
- 박남주
- 박현서

### 조연
- 오달수 : 괴물 목소리 연기
- 이재응
- 이동호
- 윤제문
- 김뢰하
- 박노식
- 고수희
- 신승리

## 제작진
| - 조능연 - 박봉수 - 이준엽 - 김창렬 - 김대근 - 이연호 - 송용운 - 제아미 - 조군원 | - 이승룡 - 김재희 - 김도연 - 정원조 - 최용배 - 송병철 - 김태우 - 박현배 - 김민경 |

## 수상 경력

### 국내 수상
- 제5회 대한민국 영화대상

최우수 작품상, 감독상(봉준호), 음향상(최태영), 시각효과상(오퍼니지), 촬영상(김형구), 조명상(故 이강산, 정영민)
- 제27회 청룡영화제

최우수 작품상, 남우조연상(변희봉), 신인여우상(고아성)
- 제44회 대종상 영화제

감독상(봉준호), 편집상(김선민)

### 해외 수상
- 제39회 시체스 국제 영화제

특수 효과상, 오리엔트 익스프레스 상
- 제51회 아시아 태평양 영화제

최우수 편집상, 최우수 음악상, 최우수 남우조연상(변희봉)
- 제27회 오포르토 국제 영화제

최우수 감독상

### 후보
- 제44회 대종상 영화제

최우수 작품상, 남우주연상(송강호), 남우조연상(변희봉), 여우조연상(고아성), 촬영상(김형구), 조명상(이강산, 정영민), 기획상(최용배), 영상기술상(오퍼니지), 음향기술상(이승철)
- 제33회 새턴상

최우수 외국 영화상, 최우수 아역상(고아성)
- 2006년도 엠파이어 영화상

최우수 공포 영화상
- 제26회 홍콩영화상

최우수 아시아 영화상

## 개요 및 특징
본 영화의 기획 단계에서, 봉준호 감독이 고교 시절, 잠실대교 교각을 오르는 괴물체를 목격한 개인적인 경험담을 바탕으로, 2000년에 발생한 주한미군 한강 독극물 무단 방류 사건을 모티브로 하여, 소시민들이 거대한 괴물을 물리친다는 통쾌한 카타르시스를 전달하기 위해, 모든 계층이 누구나 지켜볼 수 있는 블록버스터 괴수 영화로 방향을 잡았다고 한다. 2006년 9월 2일, 개봉 38일만에 1237만 8366명의 관객을 돌파하는 기염을 토하면서, 역대 흥행 1위를 기록한 만큼, 2005년 12월 29일에 개봉한 《왕의 남자》에 이은 역대 최대 기록으로, 해외 판권 독점 계약을 위한 사전 심의 기간을 염두에 두고, 아시아와 태평양, 유럽, 아메리카 등 전 세계 30여개 국에서 동시 개봉한 바 있다.
일상적인 평범한 공간 한강에서 괴물이 나타나고, 괴물에게 희생된 어린 딸 현서를 잃어버린 비극으로 가족들이 많은 사람들의 무관심 속에서 딸 현서를 구출하기 위해 고군분투하는 소시민들에게 투철한 시민 정신을 일깨워주면서, 괴수 영화 특유의 오락성과 휴머니즘을 함축한 국내 유일의 괴수 영화로, 독창적인 세계관을 구축한 점이 가장 큰 성공 요인으로 분석된다.

## 제작
- 배두나는 양궁 선수 역을 맡기 위해 3개월 동안이나 양궁 연습을 했다. 그리고 촬영 중간에도 틈틈이 양궁 연습을 했다.[2]
- 《남극 일기》의 감독 임필성이 박남일(박해일)의 선배로 깜짝 출연했다.
- 영화에서 "현상금은 비과세 기타 소득이라 세금 자체가 없다"라는 대사가 나오지만, 사실 현상금은 기타 소득으로 간주되고 원천 징수 대상이기 때문에 약 20%의 세금이 붙는다. '디테일'하다는 표현에서 본따 '봉테일'이라는 별명을 얻을 정도로 세세한 내용까지 챙기는 봉준호 감독이었지만, 현상금과 관련하여 자문을 구한 사람이 이를 잘 모르고 있기 때문에 이런 오류가 있었다. 봉준호 감독은 개봉 후에야 이 사실을 알았으며 자신의 실수를 인정했다.[3]
- 딸 현서 역의 고아성은 MBC 드라마《떨리는 가슴》에서 배두나와 같이 출연했는데, 이때의 인연으로 봉준호 감독이 현서 역을 캐스팅할 때 배두나의 추천으로 고아성을 캐스팅했다.
- 현재 괴물의 디자인이 완성되기까지 무려 2000 마리가 넘는 괴물 디자인이 탈락당했다.
- 영화에 등장한 괴물 모형이 원효대교 남단 한강공원에 세워져 있다.[4]
- 괴물의 은신처 장면은 원효대교 아래의 만초천 우수구에서 찍은 것이며[5], 배두나가 괴물에게 나가 떨어지는 장면 역시 동일하다. 현서가 갇힌 곳은 세트로 제작됐다.
- 현서가 괴물의 은신처에서 사투하는 장면은 방송국에서 찍었는데, 더러운 분장을 하고 다니는 고아성을 보고 "방송국에 이상한 아이가 있다"라고 신고가 들어온 적도 있다고 한다.
- 영화의 컴퓨터 그래픽은 《투모로우》 등의 오퍼니지가 맡았다. 원래 《반지의 제왕》3부작의 웨타 워크숍이 맡으려 했으나, 요구하는 가격이 너무 높아 조금 더 싼 오퍼니지로 바꿨다. 하지만 괴물의 디자인은 웨타 워크숍에서 도움을 받았다.
- 촬영기간 동안 고아성과 봉준호 감독이 생일을 맞았다.
- 처음 괴물의 습격과 강두의 매점 장면은 서강대교 남단의 둔치에서 찍은 것이다.
- 강두 가족이 현서를 찾아 헤매는 하수구는 실제로 중랑천에 있다.
- 합동 분향소 장면을 찍었을때는 더운 여름이었다. 게다가 촬영장이었던 대학교 체육관 내부의 냉방 시설이 고장나버리는 바람에 촬영팀은 괴물이 아닌 더위와 사투를 벌여가며 찍어야 했다.
- 괴물이 현서를 꼬리에 감고 한강에 들어가는 장면에서, 현서 역의 고아성은 추운 10월에 괴물의 꼬리를 대신할 와이어에 감겨 실제로 한강물에 빠지면서 촬영을 했다. 그걸 보다 못한 봉준호 감독은 결국 7~8컷 만에 컷을 외쳐야 했다. 고아성은 그 촬영 다음 날 학교도 못 가고 하루종일 앓아 누웠다고. 그때 봉준호 감독은 한강물에 빠지는 고아성을 보면서 "내가 죽으면 지옥에 갈 거야..." 라고 되뇌었으며, 고아성은 그때 감독이 미웠다고 회상했다. 더 웃긴 것은 원래 이 장면은 컴퓨터 그래픽으로 처리할 거라고 하다가 촬영 하루 전에 실제 촬영을 할 거라고 고아성에게 통보했다는 것이다.
- 배두나는 자신의 고소공포증을 극복하고 교각 위를 뛰어다니는 장면을 촬영했다. 하지만 촬영 후에 눈물을 흘렸다고. 실제로 그 촬영은 굉장히 힘들었다고 한다.
- 제작비를 아끼기 위해서 수많은 괴물 등장 숏이 삭제되었으며, 봉준호 감독은 이를 "걸레를 짜는 듯한 작업"이었다고 회상했다.
- 11월 8일에 1301만 9740명의 최종 스코어를 내며 상영이 종료되었다.
- 11월 2일에 《괴물》의 할리우드 리메이크 판권이 유니버셜에 팔렸다.
- 12월 7일에 엔터테인먼트 전문 포털 사이트 IGN에 관련 정보가 떴으며, 처음으로 2007년 3월 9일이라는 확정된 개봉 날짜도 공개했다.
- 많은 사람들이 괴물이 현서를 납치한 후 한강에 뛰어들어가는 장면에서 물결이 별로 일지 않는 것이 옥의 티라고는 하나, 그때 제작진은 실제로 괴물 무게 정도의 드럼통을 던져서 그 장면을 찍었다. 그러니 그 물결은 실제로 괴물이 뛰어들었을 때의 물결과 비슷한 셈이 된다.
- 괴물의 CG를 맡은 오퍼니지는 "괴물은 영화 시작 15분 내로 나와야 한다."라고 주장했고, 이는 결국 실현되었다.
- 휘발유에 불붙은 괴물이 디지털적으로 말이 안된다고 하는 주장이 있지만, 이는 실제로 휘발유를 뿌린 후 붙인 불을 촬영한 다음 이를 괴물 효과에 사용한 것이다.
- 이후 오퍼니지와의 인터뷰에서, 불에 붙은 괴물이 사실적이지 않게 보인 것은 바로 그들이 불 랜더링에 쓰인 프로그램이 알파 버전(베타 이전)이었기 때문이었다고 밝혔다. 그 프로그램은 1주일에 두 번이나 업데이트되는 상황이었고, 프로그램 관리를 위해 두 명의 인원이 따로 투입될 정도였다고.
- 일본 도에이 애니메이션의 특수촬영 드라마 천장전대 고세이저에 등장하는 괴수 "갓파의 기에무로"의 이름이 이 영화에서 유래하였다.
- 본 작품의 TV 방영권이 2007년 9월 초에 KBS 편성본부에 팔리자 마자, 추석 연휴 마지막 날인 2007년 9월 26일에, KBS 2TV 추석특선영화로 방영되어, 9시 30분부터 2부로 나뉘어 연속 방송됐다. 2007년 여름 시즌에 방송된 MBC 문화방송의 월화 드라마인 '커피프린스 1호점'을 제치고 1부는 17.0%, 2부는 23.1%의 압도적인 시청률을 기록하는 기염을 토한 역대 최대 기록이다(수도권, 부산·울산·경남권, 대구·경북권 기준).
- 영화 '기생충'의 제73회 영국 아카데미 영화상 수상 기념으로, 2020년 2월 7일에 KBS 2TV 특선영화로 방영한 바 있다.

## 속편
2009년, 강풀이 각본을 맡아 서울 청계천을 배경으로 《괴물 2》의 시나리오를 구상했지만 청계천이 이명박 대통령의 상징물이라는 점이 걸림돌이 되었고, 청어람 관계자는 내부 논의 과정에서 적절치 않았을뿐, 외부적 압력은 없었다고 밝혔다. 이후 2014년 11월, 독특한 연예뉴스에서 관련 제작사는 2015년에 촬영을 시작해 2016년에 개봉하는 것이 목표라고 밝혔다. 하지만 무산된 바 있다.

## 같이 보기
- 대한민국 영화 흥행 기록
- 주한미군 한강 독극물 무단 방류 사건